# Taeniodera jucunda
Taeniodera jucunda är en skalbaggsart som beskrevs av Mohnike 1873. Taeniodera jucunda ingår i släktet Taeniodera och familjen Cetoniidae. Utöver nominatformen finns också underarten T. j. flavosignata.